# 舒蘭河上：台北水路踏查
《舒蘭河上：台北水路踏查》，為2017年7月3日出版的臺灣長篇小說，作者是謝海盟。

## 創作緣起
謝海盟讀完舒國治《水城台北》後，深受啟發，決定探訪台北市的大小水路痕跡，每日至少走5小時，並堅持7年之久。並帶著台灣日治時期《台灣堡圖》、水利組合圖及美軍繪製的台灣城市圖。

## 已取消的改編
臺灣導演侯孝賢在第57屆金馬獎終身成就獎的典禮紀念影片裡，記錄與舒淇、張震一起討論《舒蘭河上》的計劃，包括劇情的發展走向、鏡頭拍攝流動。2023年10月25日，電影網站《独立一线》引述湯尼·雷恩斯在《童年往事》放映會上宣布，侯孝賢當前已經正式退休。侯孝賢家人於同日發出聲明稿，表示即使診斷出阿茲海默症，也沒有減少對電影的熱情，直到確診嚴重特殊傳染性肺炎，連帶影響病情才暫停事業，而原本籌備多年的新片《舒蘭河上》將會停工不再拍攝。